# Horacio García Aguilar

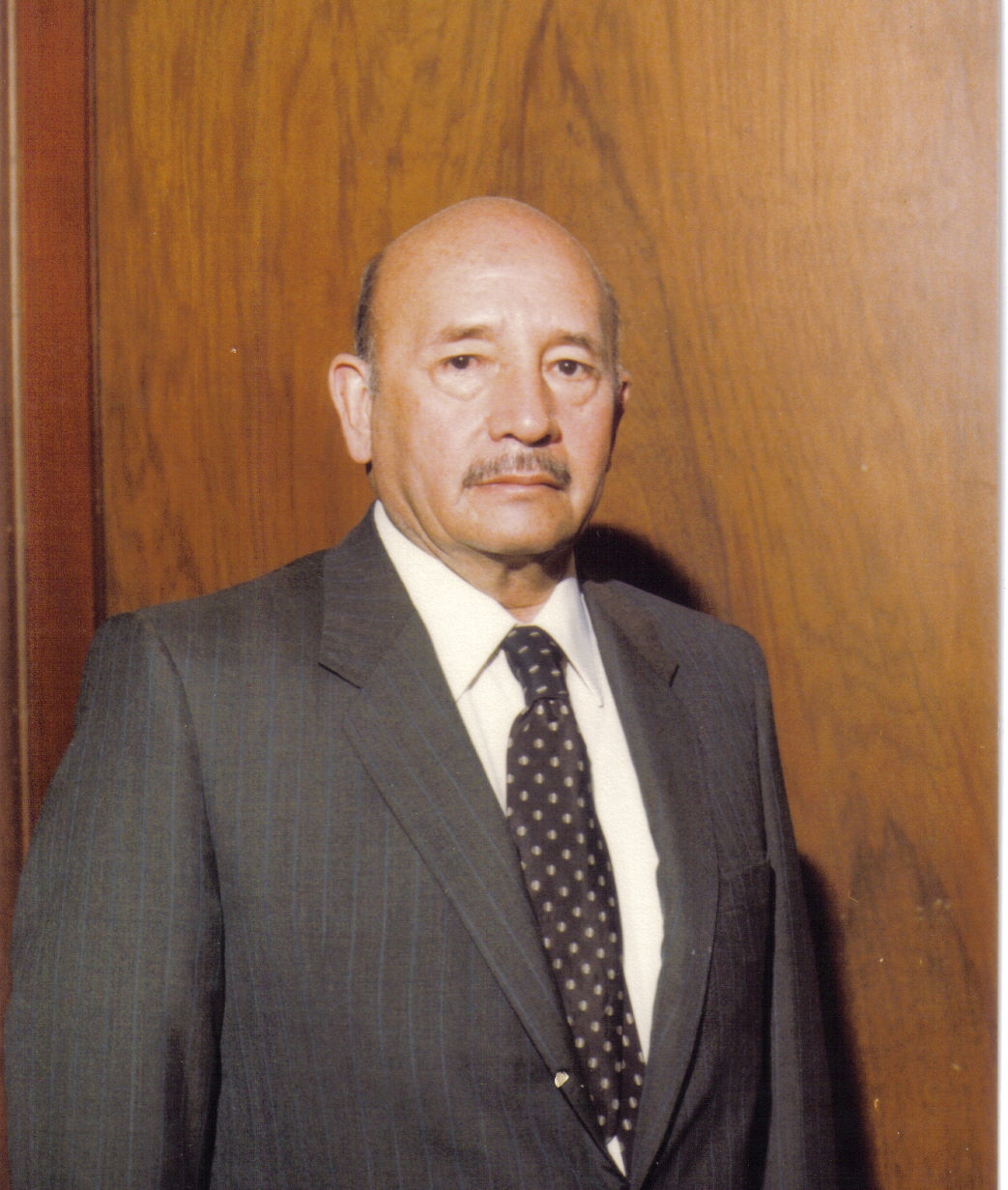
Horacio García Aguilar (1982)

Horacio García Aguilar (* 19. Juni 1919 in Salvatierra, Guanajuato; † 14. September 2002 in Mexiko-Stadt) war ein mexikanischer Agraringenieur, Wirtschaftsmanager und Politiker des Partido Revolucionario Institucional (PRI), der unter anderem zwischen 1982 und 1984 Minister für Landwirtschaft und Wasserressourcen war.

## Leben
Horacio García Aguilar begann nach dem Schulbesuch ein Studium der Agrartechnik an der Autonomen Universität Chapingo (UACh), welches er als Ingeniero agrónomo beendete. Seine berufliche Laufbahn begann er von 1941 bis 1947 bei der Nationalbank für Außenhandel BANCOMEXT (Banco Nacional de Comercio Exterior). Er war außerdem Mitarbeiter für Kommunikation und öffentliche Arbeiten sowie im Landwirtschaftsministerium, ehe er zur 1954 gegründeten Fideicomisos Instituidos en Relación con la Agricultura (FIRA) wechselte,  der Trusts Instituted in Relation to Agriculture (FIRA), einer Agentur der Bank von Mexiko für Agrarkredite. Er war zunächst stellvertretender Leiter und danach Leiter der Treuhandfondsabteilung, 1965 kurzzeitig stellvertretender Generaldirektor und schließlich zwischen 1965 und 1982 Generaldirektor der FIRA. Gleichzeitig war er von 1981 bis 1982 auch stellvertretender Generaldirektor der Banco de México (BANXICO), der Zentralbank Mexikos.
Innerhalb der Institutionellen Revolutionären Partei PRI (Partido Revolucionario Institucional) war er Mitglied des Nationalen Technischen Exekutivkomitees sowie zwischen 1981 und 1982 Mitglied des Beirates des zur PRI gehörenden Instituts für Politik-, Wirtschafts- und Sozialwissenschaften IEPES (Instituto de Estudios Políticos, Económicos y Sociales). Am 1. Dezember 1982 wurde García Aguilar als Minister für Landwirtschaft und Wasserressourcen (Secretario de Agricultura y Recursos Hidraúlicos) in die Regierung von Präsident Miguel de la Madrid Hurtado und hatte dieses Ministeramt bis zum 18. Juli 1984 inne. Dann wurde er auf Anordnung De la Madrids plötzlich seines Amtes enthoben, da dieser es nicht duldete, dass García Aguilar zwei Tage zuvor Carlos Sierra, den ranghöchsten Beamten des Ministeriums, ohne Zustimmung des Präsidenten entlassen hatte. Daraufhin wurde Eduardo Pesqueira Olea zum neuen Minister für Landwirtschaft und Wasserressourcen ernannt.

## Hintergrundliteratur
- Roderic Ai Camp: Mexican Political Biographies, 1935–2009, University of Texas Press, Austin 2011, ISBN 978-0-292-72634-5, S. 259
- Manuel Quijano Torres: 200 AÑOS DE ADMINISTRACIÓN PÚBLICA EN MÉXICO. LOS GABINETES EN MÉXICO: 1821–2012, INAP 2012 (Memento vom 26. Januar 2022 im Internet Archive)